# والری رزانتسف
والری گریگوریویچ رزانتسف (روسی: Валерий Григорьевич Резанцев، زاده 	۸ اکتبر ۱۹۴۶) کشتی‌گیر کشور شوروی بود.
این کشتی‌گیر پس از الکساندر کارلین و حمید سوریان که رده‌های اول و دوم را به‌دست آوردند، به همراه لوپز کوبایی با ۵ طلای قهرمانی جهان سومین کشتی‌گیر پرافتخار تاریخ کشتی فرنگی می‌باشد.